# Rhine (Geórgia)
Rhine é uma cidade  localizada no estado americano de Geórgia, no Condado de Dodge.

## Demografia
Segundo o censo americano de 2000, a sua população era de 422 habitantes.
Em 2006, foi estimada uma população de 426, um aumento de 4 (0.9%).

## Geografia
De acordo com o United States Census Bureau tem uma área de 8,1 km², dos quais 8,1 km² cobertos por terra e 0,0 km² cobertos por água. Rhine localiza-se a aproximadamente 55 m acima do nível do mar.

## Localidades na vizinhança
O diagrama seguinte representa as localidades num raio de 32 km ao redor de Rhine.